# 圣弥额尔圣达尼老圣殿

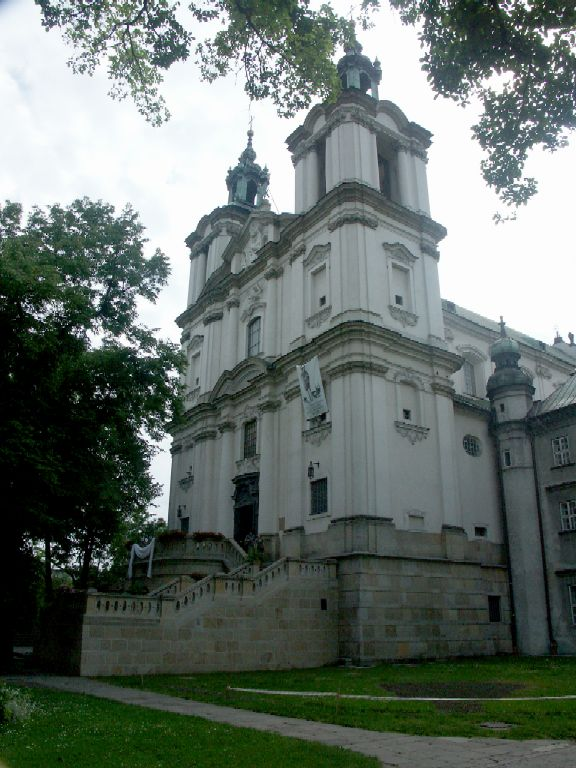
圣弥额尔圣达尼老圣殿

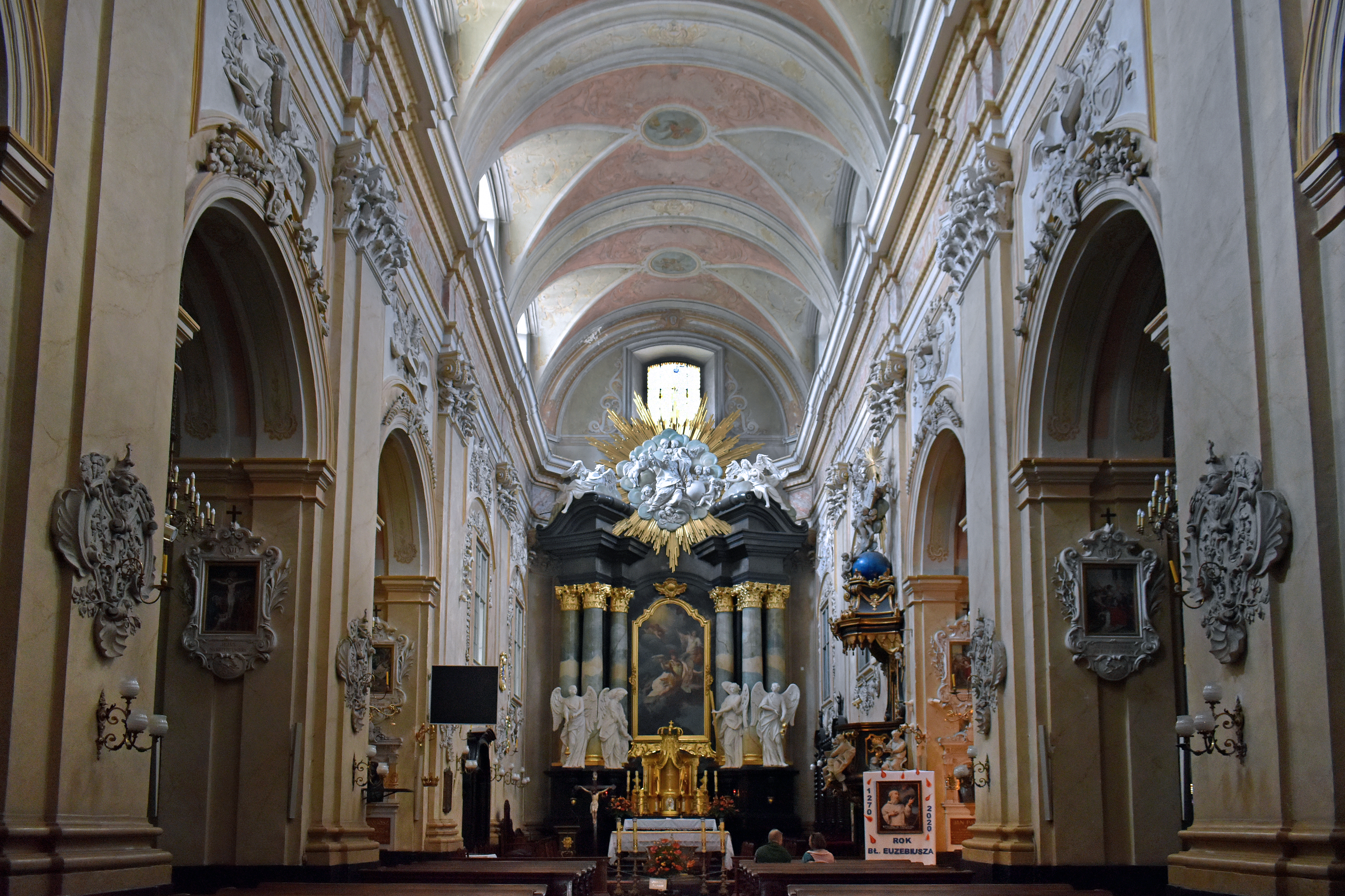
内部

圣弥额尔圣达尼老圣殿（波兰语：Bazylika św. Michała Archanioła i św. Stanisława Biskupa，Skałka，意为小岩石）位于波兰克拉科夫，是一座罗马天主教宗座圣殿，波兰最著名的朝圣地之一。
1079年，克拉科夫主教圣达尼老在此被波兰国王波列斯瓦夫二世杀害。此举导致国王流亡国外，以及被杀主教最终列圣。
该堂最初为罗曼式建筑。卡齐米日三世新建一座哥特式教堂。1733年至1751年，该堂进行了巴洛克装饰。
教堂的地下室号称“国家先贤祠”，埋葬一些波兰杰出的名人，尤其是住在克拉科夫的名人：
- 斯坦尼斯拉夫·维斯皮安斯基 (1869–1907) 剧作家、画家和诗人
- 卡罗尔·席曼诺夫斯基 (1882–1937), 作曲家、钢琴演奏家
- 切斯瓦夫·米沃什 (1911–2004),诗人、散文家，诺贝尔文学奖得主